# 彼得羅瓦茨 (塞爾維亞)

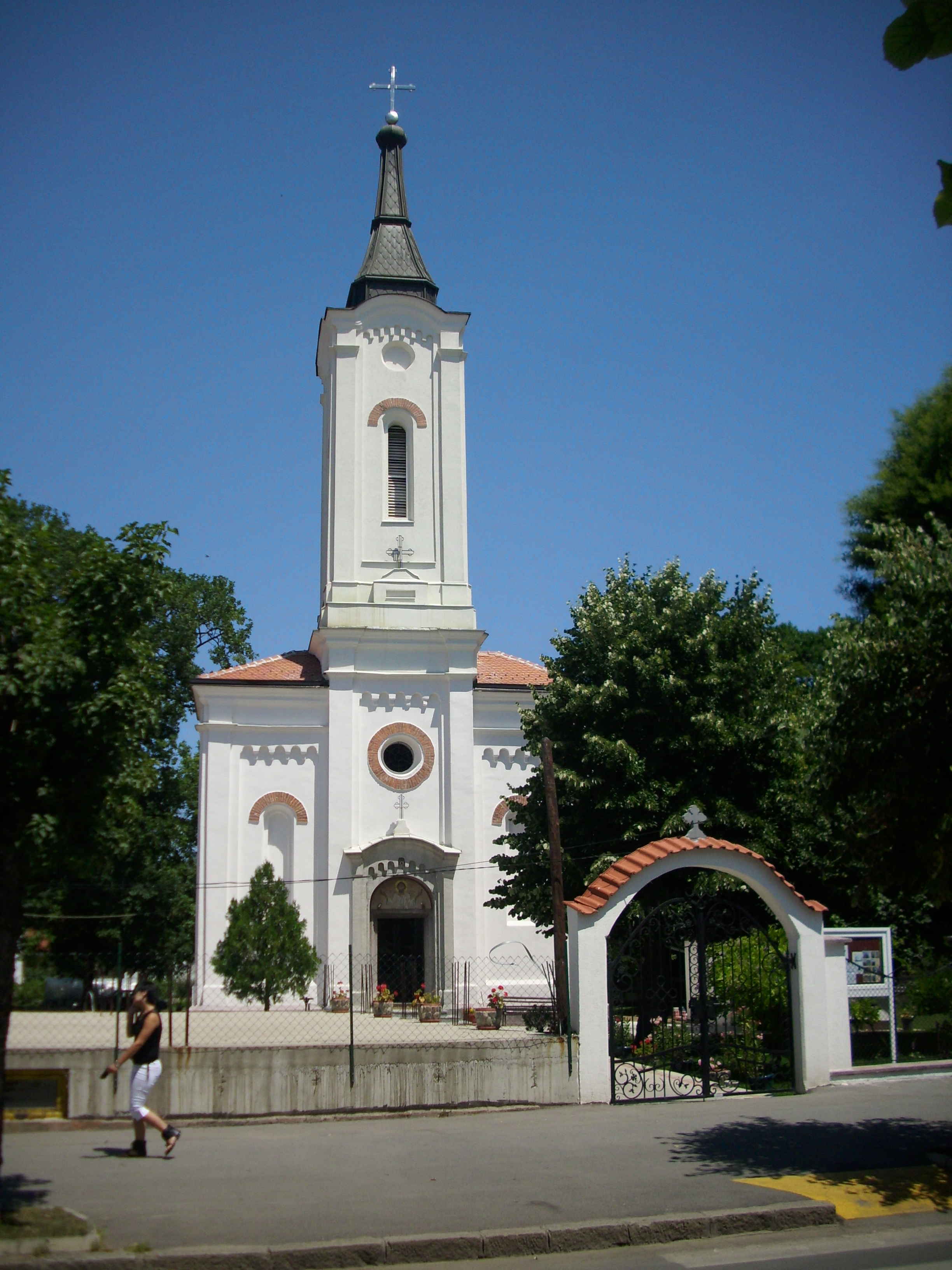

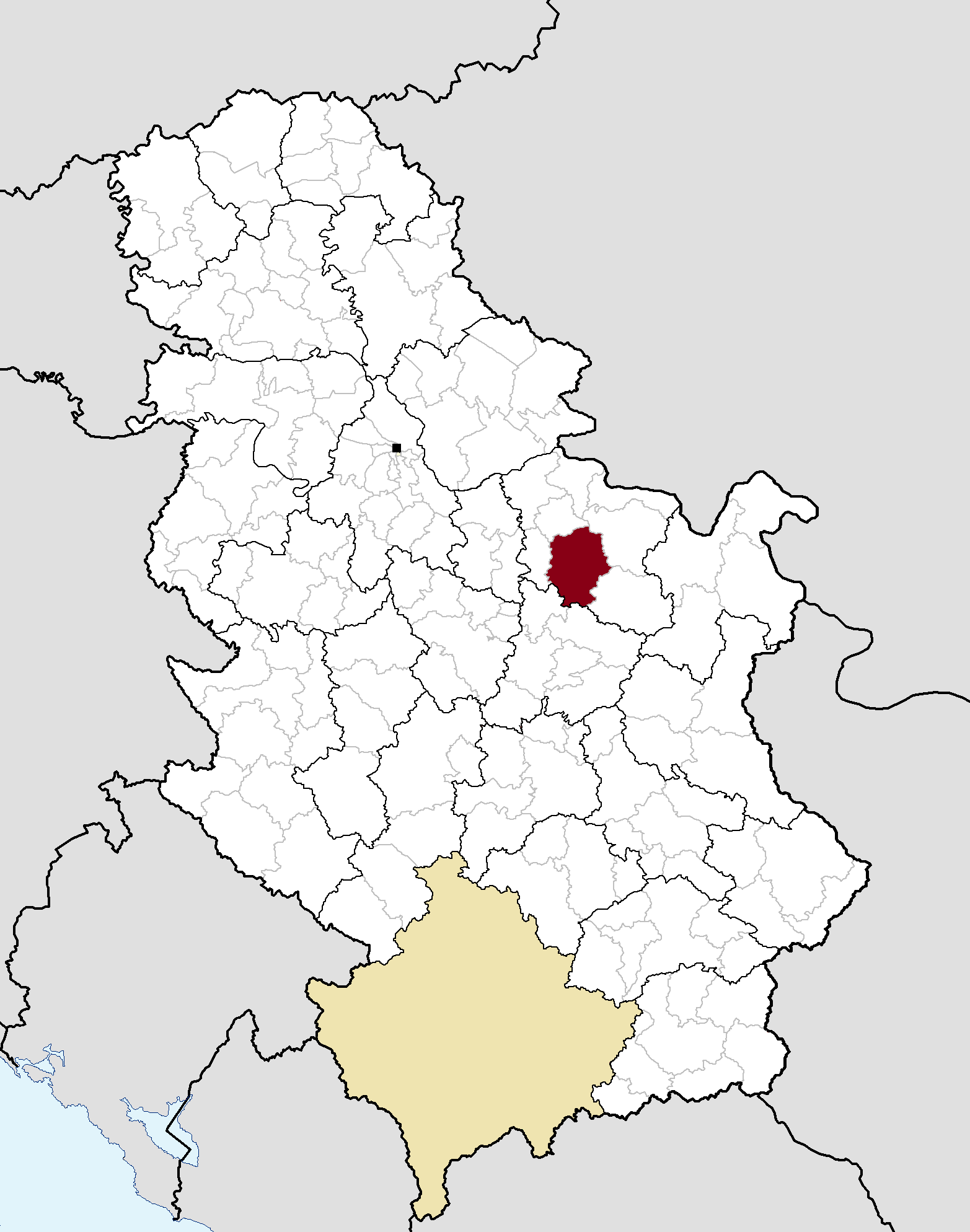

44°22′42″N 21°25′10″E / 44.37833°N 21.41944°E
彼得羅瓦茨，是塞爾維亞的城鎮，位於該國東北部，由布蘭尼切夫州負責管轄，面積655平方公里，海拔高度127米，2010年人口46,414，人口密度每平方公里71人。